# Volta Negro
El Volta Negro o Mouhoun es un río de África occidental que nace en Burkina Faso y que fluye cerca de 1352 km hasta el Volta Blanco en Ghana. El Volta Negro forma una parte pequeña del límite entre Ghana y Costa de Marfil, y también una sección de la frontera entre Ghana y Burkina Faso.
- Datos: Q1256528
- Multimedia: Black Volta River / Q1256528